# Gare de Saint-Florentin - Vergigny
La gare de Saint-Florentin - Vergigny est une gare ferroviaire française de la ligne de Paris-Lyon à Marseille-Saint-Charles, située sur le territoire de la commune de Vergigny, à 3 kilomètres de Saint-Florentin, dans le département de l'Yonne, en région Bourgogne-Franche-Comté.
Elle est mise en service en 1849 par l'État français. C'est une gare de la Société nationale des chemins de fer français (SNCF) desservie, par des trains TER Bourgogne-Franche-Comté.

## Situation ferroviaire
Saint-Florentin - Vergigny est une gare de bifurcation, située au point kilométrique (PK) 172,339 de la ligne de Paris-Lyon à Marseille-Saint-Charles, et au PK 221,3 de la ligne de Saint-Julien (Troyes) à Saint-Florentin - Vergigny ouverte seulement au trafic fret. Elle était également l'origine de la ligne de Saint-Florentin - Vergigny à Monéteau - Gurgy maintenant déclassée. Son altitude est de 105 m.

## Histoire
Inaugurée le 12 août 1849 par l’État, qui avait mis sous séquestre la Compagnie du chemin de fer de Paris à Lyon la gare est l'œuvre de l'architecte François-Alexis Cendrier.
La seconde Compagnie du chemin de fer de Paris à Lyon, créée en 1852, reprend la ligne et les gares jusqu'à sa fusion en 1857 qui donna naissance à la Compagnie des chemins de fer de Paris à Lyon et à la Méditerranée (PLM).
Le 1er décembre 1941, le maréchal Pétain rencontre le maréchal Goering, représentant du Reich, dans la gare de Saint-Florentin - Vergigny. L'entrevue a lieu dans le wagon-restaurant du train blindé de Goering.

## Fréquentation
De 2015 à 2021, selon les estimations de la SNCF, la fréquentation annuelle de la gare s'élève aux nombres indiqués dans le tableau ci-dessous.
| Année     | 2015   | 2016   | 2017   | 2018   | 2019   | 2020   | 2021   |
| --------- | ------ | ------ | ------ | ------ | ------ | ------ | ------ |
| Voyageurs | 68 353 | 64 391 | 68 828 | 60 389 | 75 902 | 45 126 | 62 189 |

## Service des voyageurs

### Accueil
La gare dispose d'un bâtiment voyageurs, qui est néanmoins fermé depuis 2021 en raison de travaux[réf. souhaitée]. Elle est notamment équipée d'un distributeur automatique de billets TER. Le guichet ayant été fermé en 2019, une permanence, tenue par un agent de la SNCF, est mise en place à l'office de tourisme de Saint-Florentin, chaque lundi de 9 h 30 à 11 h 30.

### Desserte
Saint-Florentin - Vergigny est une gare du réseau TER Bourgogne-Franche-Comté desservie par des trains qui effectuent des missions entre les gares de Dijon-Ville, Laroche - Migennes et Auxerre-Saint-Gervais et entre les gares de Dijon-Ville, Laroche - Migennes et Paris-Bercy.

### Intermodalité
Un parc pour les vélos et un parking y sont aménagés.

## Service marchandises
Cette gare est ouverte au trafic du fret.

## Galerie de photographies

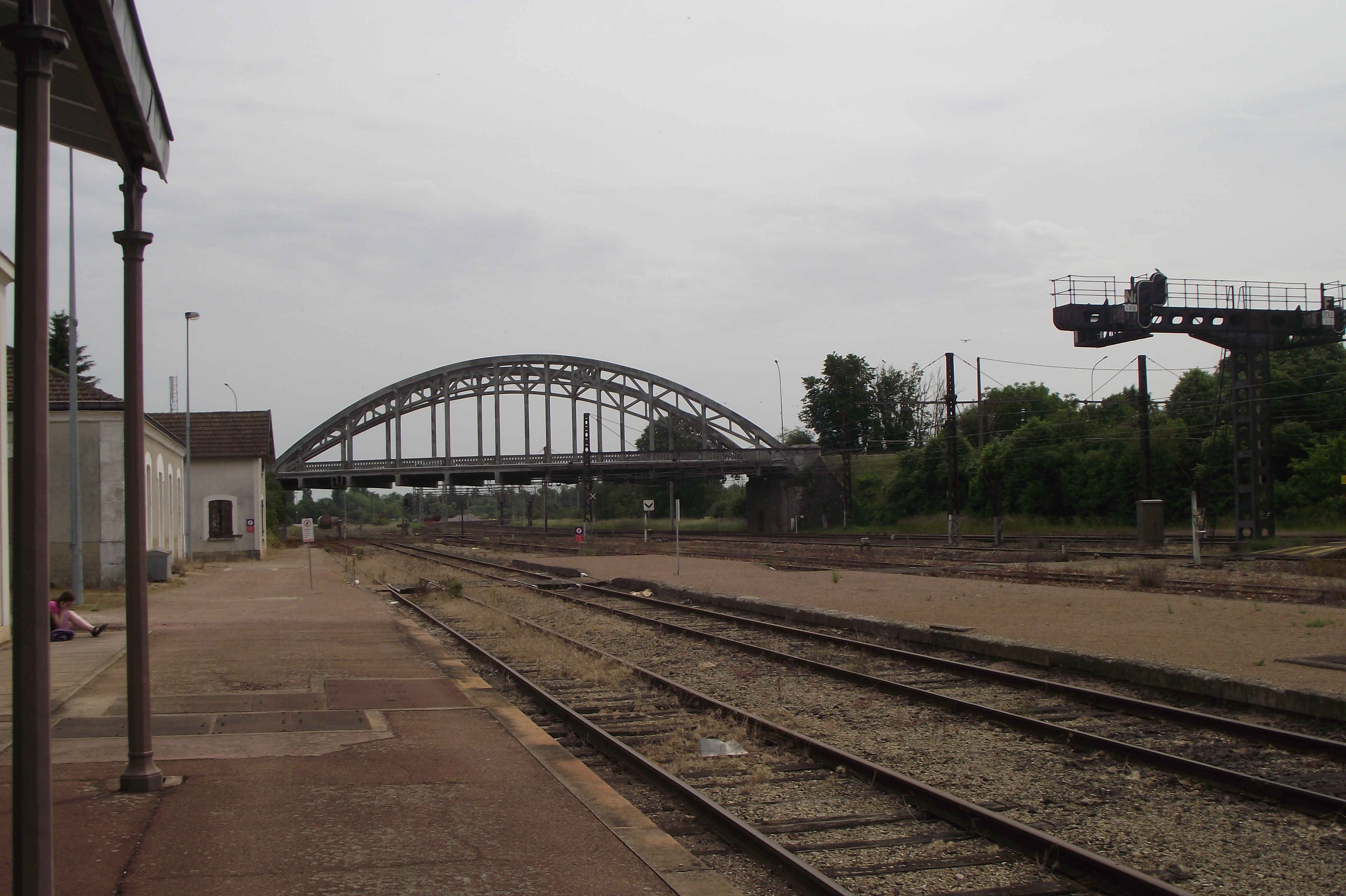
Les quais de la gare en direction de Dijon.
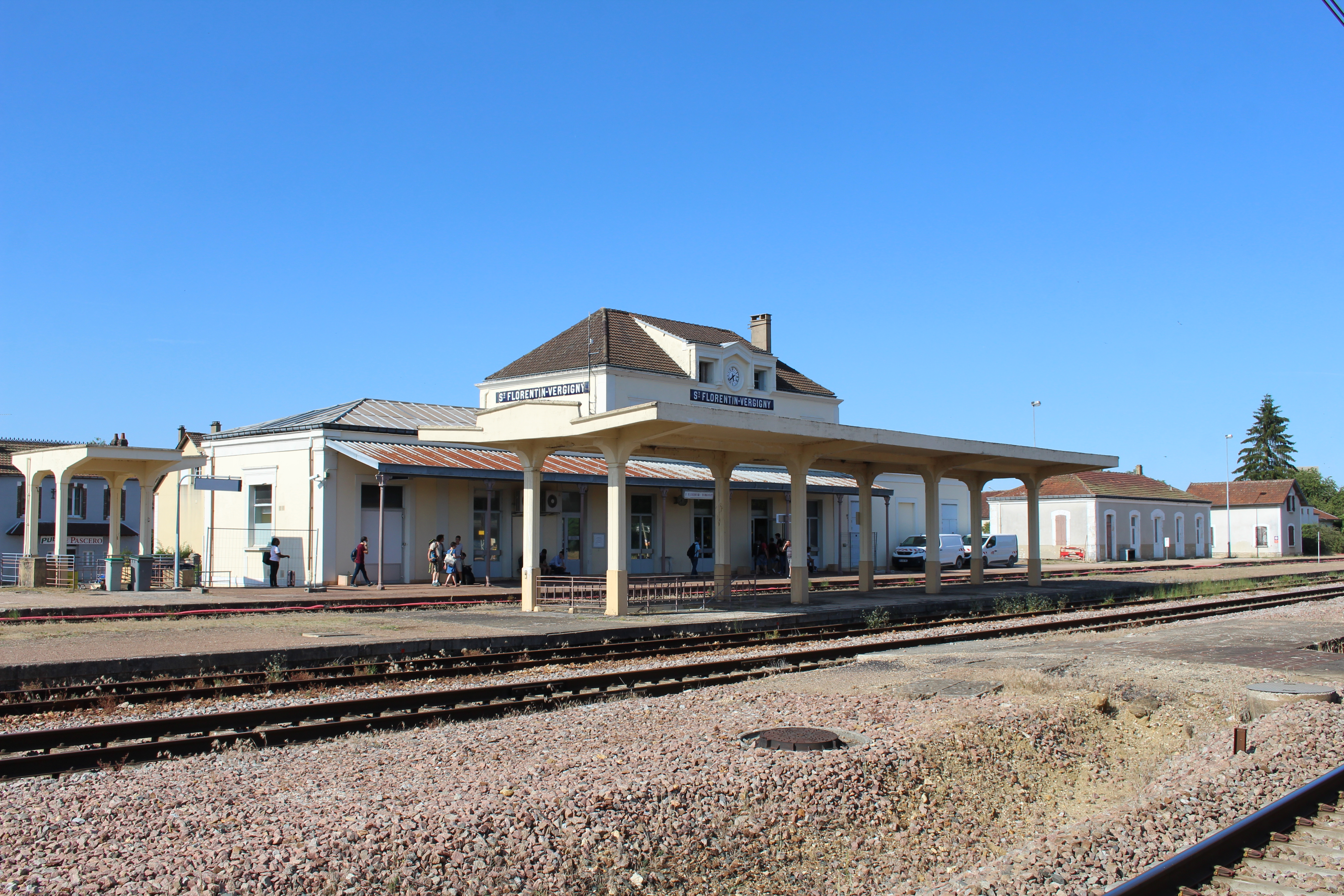
Le bâtiment voyageurs de la gare.
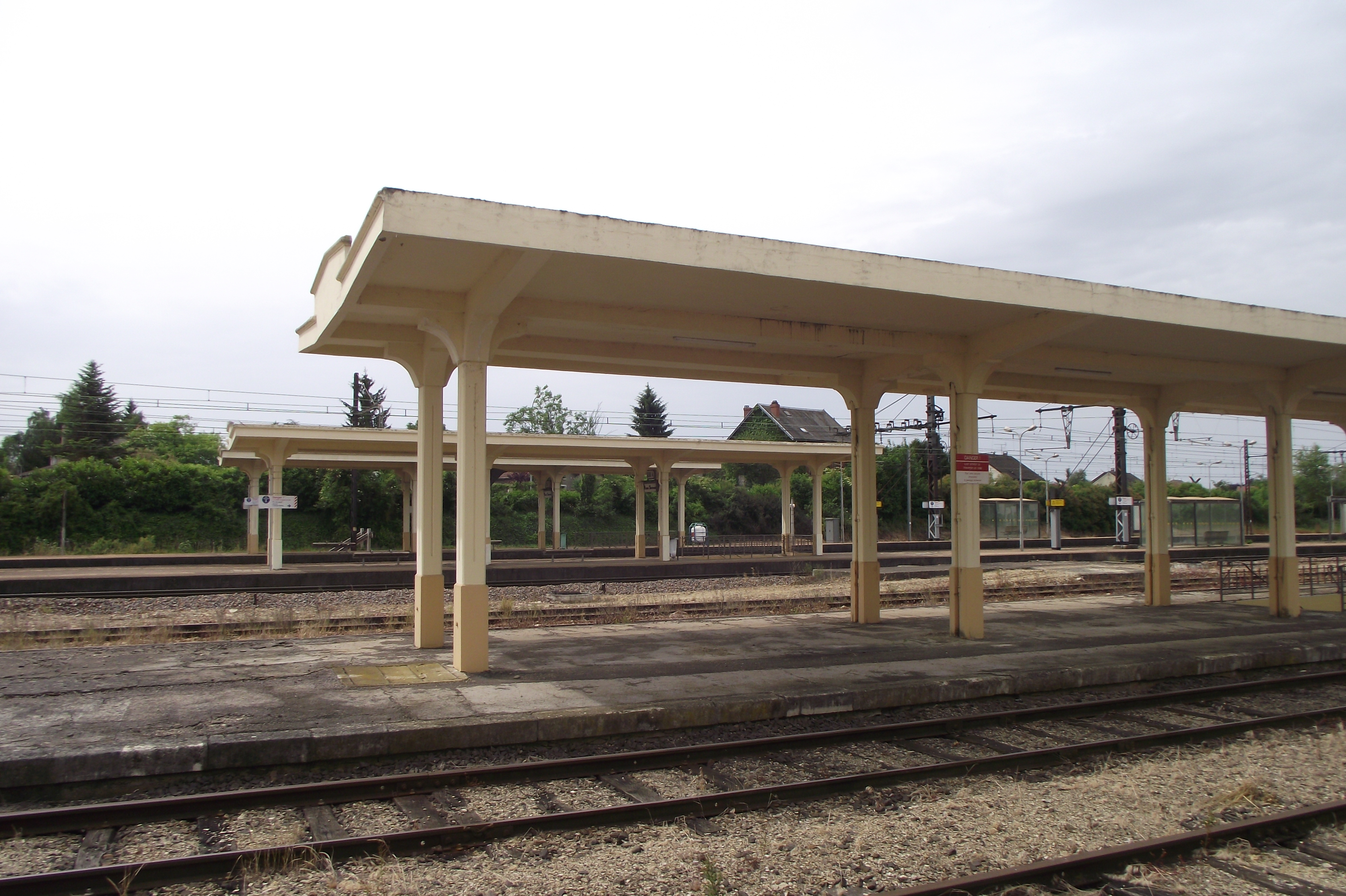
Les abris des quais de la gare.